# Wagenborgen (dorp)

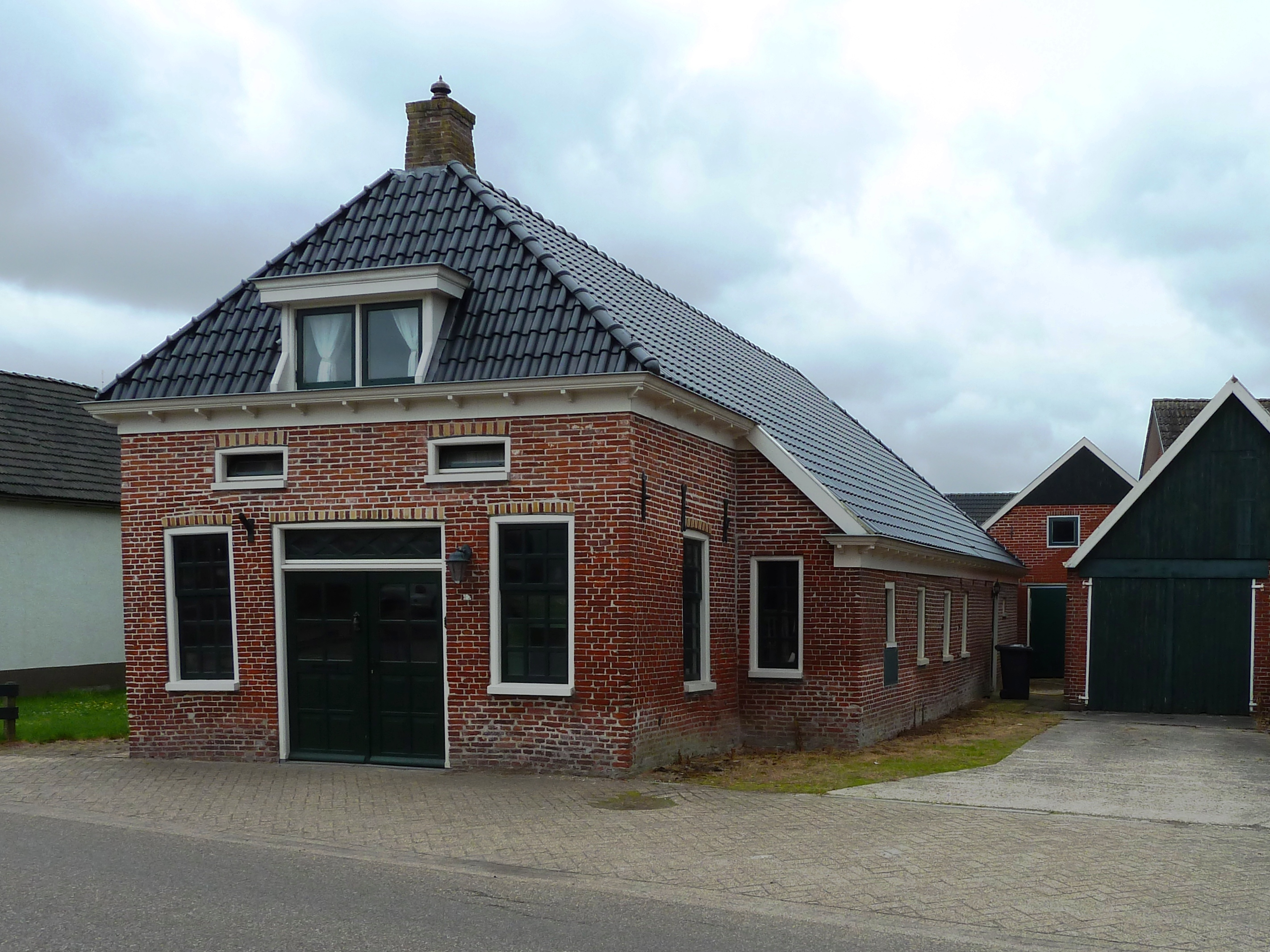
Voormalige stelmakerij en lijkkistenfabriek in Wagenborgen

Wagenborgen (Gronings: Woagenbörgen) is een dorp in de gemeente Eemsdelta in de Nederlandse provincie Groningen. Tot 1990 was Wagenborgen de grootste woonkern binnen de toenmalige gemeente Termunten, daarna maakte het tot eind 2020 deel uit van de gemeente Delfzijl. Het dorp telt 1.700 inwoners (2023).

## Geografie
Wagenborgen wordt sinds de vijftiende eeuw tot het Oldambt gerekend. Het ligt op de grens van twee andere oude landschappen; namelijk Duurswold in het westen, en Fivelingo in het noorden. De basis voor de dorpskern wordt gevormd door een lage keileemwelving met een kleinschalige, esverkaveling die enkele meters boven het omringende land uitsteekt. .Dit gebied wordt de Gast of Garst genoemd, een Oudfriese naam om een akkercomplex aan te duiden. De welving is vergelijkbaar met de hoogten van het Schiereiland van Winschoten en vormde de noordwestelijke begrenzing van de Dollard. Het hoogste punt bij de kerk bevindt zich op 1,7 m +NAP. De hoogte zag er kennelijk wat onregelmatig uit: in 1659 was sprake van de Voorste Bult, de Middelste Bult en de Zuijderbult, waaraan later de Zuidbultsterpolder zijn naam te danken had.
Wagenborgen heeft zich nooit tot een belangrijke dorpskern ontwikkeld. Vanwege de lage ligging is alle bewoning al in de middeleeuwen op de keileemopduiking geconcentreerd. Op de hoogte bevond zich het schaarse akkerland in kleine percelen, daarbuiten lagen verspreide oude weide- en hooilanden. Het akkerland viel onder het gezag van twee gastrechters, de omliggende hamrikken daarentegen onder de dijkrechters van het kerspel. De boeren die in het dorp woonden, konden maar beperkt gebruik maken van het recht van opstrek. Het nieuwe polderland lag buiten de dorpsgrenzen en viel grotendeels toe aan eigenaren uit naburige dorpen. De oorspronkelijke kleinschalige blokverkaveling is in het kader van ruilverkavelingen omstreeks 1975 opgeruimd. Daarbij verdwenen ook de vele laantjes die de percelen verbonden, zoals de Kostersweg. Door ontwatering en inklinking is het maaiveld hier sinds het begin van de 20e eeuw bijna een meter gedaald.
De Zomerdijk en de Veendijk (die doorliep over de gast), deelden het kerspel sinds de 15e eeuw in tweeën. Het zuidelijke deel behoorde tot het Termunterzijlvest, vanaf 1873 het boezemwaterschap Oldambt, het noordelijke deel tot het Farmsumerzijlvest, vanaf 1871 het boezemwaterschap Duurswold. Binnen het dorpsgebied lagen de waterschappen Tonnistil (1792), Zuidbultsterpolder (1792, gedeeltelijk), Wagenborgerpolder (1794) en Proostpolder (1873). De belangrijkste kanalen waren Wagenborger- of Stinkvaardermaar, Molenwatering of Sier, Hammaar, Kromme Sloot, Bultermaar en Hondshalstermaar. De Stinkvaartsloot is nog voorhanden, het Hondshalstermaar is na 1980 gedeeltelijk opgeslokt door het nieuw aangelegde Hondshalstermeer.
De Hoofdweg door Wagenborgen is de oude weg van Delfzijl naar Slochteren, die rond 1600 Heerenwegh werd genoemd. In het dorp loopt deze ten westen van de zandrug. De Hoofdweg en de parallel oostelijker ervan gelegen Kerkstraat vormen de oude bewoningsassen van het dorp. Later werd de bebouwing voortgezet langs de Boelmanweg. Het ging bij deze drie wegen om lintbebouwing en tot op heden met name om boerderijen en eengezinswoningen. Rondom de stopplaats Wagenborgen aan de NOLS-spoorlijn Zuidbroek-Delfzijl (1910-1934) concentreerde zich begin 20e eeuw ook enige bebouwing. Na 1945 werd de bebouwing van het dorp meer blokvormig uitgebreid, eerst vooral met rijtjeswoningen. In de jaren zeventig en tachtig (Tonnistil en Bomenbuurt) werd meer variatie aangebracht in woningtypen. De uitbreidingen vanaf de jaren negentig bestaan hoofdzakelijk uit twee-onder-een-kapwoningen en vrijstaande woningen. Het dorp kent nog altijd een redelijk voorzieningenniveau, dat zich uitstrekt langs de historische lintbebouwing.
Aan de oostzijde van het dorp ligt het terrein van het voormalige psychiatrisch ziekenhuis en geestelijk gehandicaptencentrum Groot Bronswijk, dat ingericht is in de stijl van een Engelse landschapstuin en lange tijd een apart zelfvoorzienend dorp binnen Wagenborgen vormde, met op het hoogtepunt 1500 inwoners.
De omgeving bestaat hoofdzakelijk uit grootschalige blokverkaveling. Rond het dorp liggen nieuwe dorpsbosjes, zoals het Wagenborgerbos aan de noordzijde van het dorp, het Zeevaartterrein aan de oostzijde en de parkachtige bosschages rond het voormalige Groot Bronswijk. Typerende nieuwe boerderijnamen zijn Zuidergast, Op de Hoogte, Ora et Labora, Thijshoeve en Kwelderstate.
Het centrum van Wagenborgen stond vroeger bekend als de 'Moushörn', de hoek waar boerenkool wordt verbouwd, een benaming die in veel Groninger dorpen voorkwam. De buurtschappen in de omgeving liggen buiten de eigenlijke dorpsgrenzen. Dit zijn Leentjer, Oostwold, Eelshuis en Wilderhof onder Siddeburen, Opmeeden, Schaapbulten en Ideweer onder Meedhuizen, Langezwaag onder Nieuw-Scheemda, Kopaf en Scheve Klap onder Nieuwolda. De boerderijen van Overtocht en Zomerdijk (met het huis Stokkerij of Stinkerij) vielen onder Heveskes en Oterdum, maar de bewoners bezochten gewoonlijk de kerk van Wagenborgen. Ook het gehucht. Stolderij (met twee huizen) viel onder Wagenborgen. Pas in de 19e eeuw ontstond er een buurtje aan de huidige Westerlaan.

## Geschiedenis
Wagenborgen is ontstaan in de 9e eeuw als een randveenontginning. Een schatvondst met 500 Karolingische munten in 1889 maakt het waarschijnlijk dat er toen al mensen woonden. Zowel hier als in Wilderhof is aardewerk uit deze periode aangetroffen. Net als in Wilderhof speelde grootgrondbezitters en kloosters hierbij mogelijk een rol. Waarschijnlijk was er sprake van een kleinschalige opstrekkende verkaveling ten noorden van het dorp, maar hebben de bewoners zich later vanwege wateroverlast op de hoogste delen teruggetrokken.
De oorsprong van de plaatsnaam is niet zeker. De oudste vormen zijn Wagenbarge (1337), Wagenborghen (1441), Wagenbergen (1446), to Waegheberghe (1479), Wagenberge (1558) en Wagenborgen (ca. 1660). Vermoedelijk is de oorspronkelijke betekenis 'hoogte van de persoon Wago'; later is de persoonsnaam opgevat als de soortnaam wagen- 'kar, voertuig' met het in deze streek ongebruikelijke suffix -berg 'terreinverheffing, heuvel'. Die uitgang werd weer vervangen door -borg 'burcht, aanleunend tegen het Middelnederlandse wagenborch 'een soort verschansing van wagens'. Mogelijk bestaat er echter een samenhang met de oorspronkelijke naam van het nabijgelegen dorp Weiwerd, die zou teruggaan op de Oudfriese stam wâg, wei 'golf, water', Middelnederlands wage 'bewogen water, vloed, hoge golf'. Een volksetymologie beweert dat als men gewaagd werd, men zich hier tegen de zee kon bergen.
Het dorp behoorde aanvankelijk tot Fivelgo en wordt genoemd in een landregister uit 1337. Het was een klein kerspel met 650 gras (220 hectare) land. De plaats duikt tevens op onder de naam Wenbergum in een kerspellijst van het bisdom Münster van omstreeks 1475, die is gebaseerd op oudere gegevens. De parochie moest volgens deze lijst een bedrag van 4 schelling aan belasting betalen; een relatief gering bedrag ten opzichte van de andere dorpen. Vermoedelijk zegt dit iets over de grootte van het dorp. In 1435 sloot Wagenborghen zich aan bij een twaalfjarig verbond van dorpen uit het Wold-Oldambt; in 1441 ondertekenen de vertegenwoordigers van Wagenborghe, namelijk een zekere Popke samen met de dorpspastoor ook de dijkbrief van het Oldambt, waarin werd afgesproken om het hoofd te bieden aan de uitbreiding van de Dollard. De Wagenborger Hamrickslande werden in 1454 in het dijkregister van de nieuw te bouwen Dollarddijk opgenomen. Door de Dollardinbraken kwam Wagenborgen geïsoleerd te liggen ten opzichte van de overige dorpen van het Wold-Oldambt. Vanaf het einde van de vijftiende eeuw ging het deel uitmaken van de landstreek Klei-Oldambt.
Wagenborgen lag echter gescheiden van de overige dorpen van deze streek. Het gebied tussen de Zomerdijk en de Heemweg hoorde tot 1808 bij Nieuwolda.
De parochierechten van Wagenborgen bevonden zich hoogstwaarschijnlijk in handen van het Grijzemonnikenklooster te Termunten, dat tevens 25 akkertjes op de Garst en de nodige landerijen rondom het dorp bezat. Hoe het klooster aan deze bezittingen is gekomen, is niet bekend. Mogelijk gingen ze terug op de stichters van het klooster Menterwolde (rond 1220) of op ouder kloosterbezit. De provincie verkocht het collatierecht in 1696 aan enkele vooraanstaande Ommelanders, die dit in 1763 doorverkochten aan een groep van 25 eigenerfde boeren uit het dorp zelf. Daarnaast wist het kerspel ook het grootste deel van het Proostmeer te verwerven, dat - zoals de naam aangeeft - oorspronkelijk eigendom was van de proost van Farmsum (de eigenaar van de borg aldaar). In 1557 was sprake van een schuttersgilde te Wagenborgen.
In de vijftiende eeuw zijn tientallen dorpen vanwege het inbreken van de Dollard verdronken. Vanaf het midden van de 15e eeuw kwam het water tot vlak bij Wagenborgen. Rondom Wagenborgen werden daarom onder andere de Zomerdijk, de Veendijk en later ook de Weerdijk aangelegd. De dijk rondom de doorbraakkolk De Overtocht, inden Hoep genaamd, wordt in 1465 vermeld; vier jaar later is sprake van den nijen dijck to Wagenborge over de Gast. Het hamrick van Wagenborgen beneden der Gast und binnen Kadijcks werd in 1471 toegelaten tot het Farmsumerzijlvest. Bij stormvloeden stroomde het water zelfs over de lage delen van de gast, zoals bij de voormalige Rotkolk.
Vanaf het begin van de 16e eeuw werd het verdronken land weer ingepolderd. In 1519 was sprake van nij angeslagen landt bij de Lange Zwaag ten zuidoosten van het dorp. Nog in 1530 was er ernstige schade aan de dijken bij Wagenborgen; in 1542 werd gesproken over de nije dijck tho Wagenborgen over de gast. Datzelfde jaar werd een nieuwe zomerdijk door de hamrikken bij Nieuwolda aangelegd. Het poldercontract noemt uitdrukkelijk ook het Wagenborger hammerick. Deze dijk werd omstreeks 1574 uitgebouwd tot volwaardige zeedijk. Volgens de kroniekschrijver Johan Renges van ten Post hadden de Oldambsters dat jaar dat hamrick achter Wagenborg so gewaldig bedijket. De nieuwe sluis te Oostwolderhamrik werd ook wel Nijezijl of Waghenborgerzijl (1590) genoemd. De polder Weerdijk (1600: Wardick) dateert misschien van 1554.

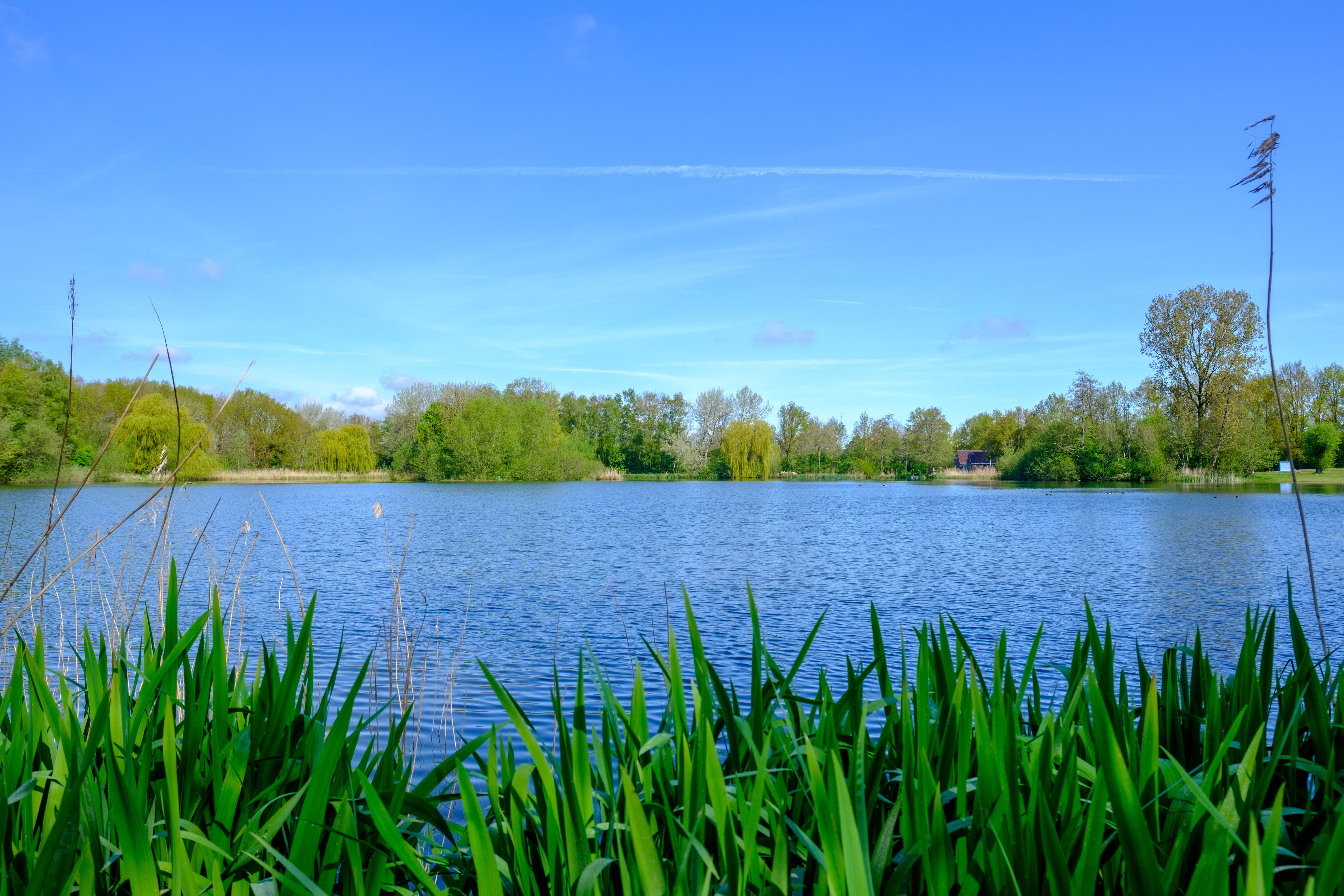
Recreatieplas Proostmeer ontstond in 1964 voor de bouw van aluminiumsmelter Aldel

Rondom het dorp getuigden tot in de 20e eeuw diverse kolken van dijkdoorbraken, zoals de Stolderijkolk en de Rotkolk. In het lagergelegen land rond Wagenborgen ontstonden verder het Proostmeer, de Sierkolk en het Janjemeer. Deze meren en kolken verdwenen allemaal door een verbeterde waterhuishouding in de 19e eeuw. 
Wagenborgen was lange tijd een grotendeels agrarisch dorp, waar geen scherpe tegenstellingen tussen arbeiders en herenboeren bestonden, zoals elders in het Oldambt en in de Oosterhoek. Wel was het lange tijd een bolwerk van het strenge protestantisme, met een orthodox-hervormde en een gereformeerde gemeente. Omdat de boeren zelf het collatierecht bezaten, was bemoeienis van buitenaf vrijwel uitgesloten. Het dorp had hieraan de spotnaam Nineve te danken, terwijl als rijmpje werd verteld: "Wagenborgen uitverkoren, 't binnen aal kösters en pastoren!". Orthodox-hervormde boeren en middenstanders uit het Oldambt gingen in de 19e eeuw in groten getale in Wagenborgen ter kerke.
In 1873 werden door Jan, Wolter en Trijntje Brons de grondslagen gelegd voor het latere psychiatrisch ziekenhuis Groot Bronswijk, dat lange tijd een apart dorp binnen Wagenborgen vormde en het dorp een compleet ander aanzien gaf. Ook de wieg van de oprichter van industrieel Jan Brons (familie van bovengenoemde Jan Brons) stond in Wagenborgen. Deze Jan Brons ontwierp als zeventienjarige het hervormde kerkgebouw, dat in 1883 tot stand kwam, en was actief in de timmerwerkplaats van zijn vader Tonko, waar hij zich toelegde op de bouw van stoomdorsmachines. In 1893 verhuisde de familie Brons naar Delfzijl omdat Wagenborgen een gebrek had aan goede vaarwegen en verbindingswegen. In 1907 richtte Jan Brons samen met Dirk Bonthuis Tonkes in Appingedam de Appingedammer Bronsmotorenfabriek op, die tot 2004 bleef bestaan.
Vanaf de herberg Stinkfoort aan de Stinkvaartweg vertrok rond 1800 het beurtschip naar Appingedam. Nog in 1921 ging vanuit Wagenborgen twee keer per week een beurtschip naar Groningen, nu via het Termunterzijldiep.
Van 1910 tot 1934 heeft Wagenborgen een spoorweghalte gehad aan de door de Noordoosterlocaalspoorweg-Maatschappij (NOLS) aangelegde spoorlijn Zuidbroek - Delfzijl. Over de voormalige spoordijk werd omstreeks 1960 de N362 Farmsum-Scheemda,aangelegd, ook wel bekend als Gereweg. De bereikbaarheid van het dorp werd hierdoor sterk verbeterd. 
Tijdens de bevrijding van Delfzijl werd Wagenborgen na een hevige strijd door Canadese troepen bevrijd op 24 april 1945. Hierbij vielen ongeveer veertig doden aan de zijde van The Canadian Scottish Regiment. In 2025 was de 101-jarige veteraan Nick Janicki, waarschijnlijk de laatste nog levende bevrijder van Wagenborgen, te gast bij de herdenking van 80 jaar vrijheid.
Na de Tweede Wereldoorlog breidde Groot Bronswijk zich met name uit aan noordzijde van het dorp, terwijl het dorp zelf met name uitbreidde aan oostzijde van de Hoofdweg. Aan noordwestzijde van het dorp ontstond in 1965 door zandafgraving de recreatieplas Proostmeer (niet te verwarren met het oude Proostmeer, dat verder naar het noordwesten lag).

### Groot Bronswijk en zijn voorlopers

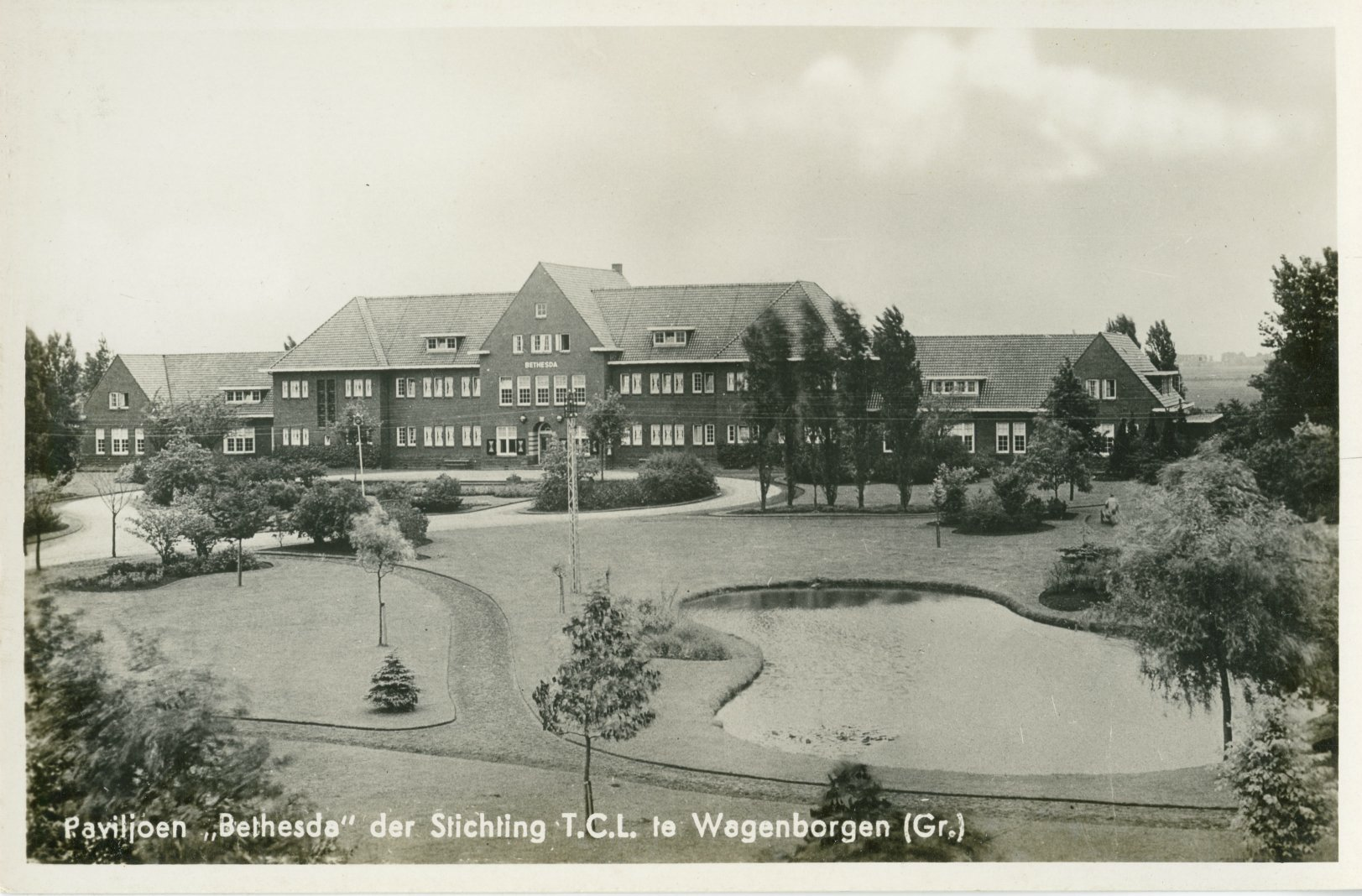
Bethesda, een van de grote paviljoens (vrouwenhuis) van Groot Bronswijk (toen nog TCL geheten) in 1940.

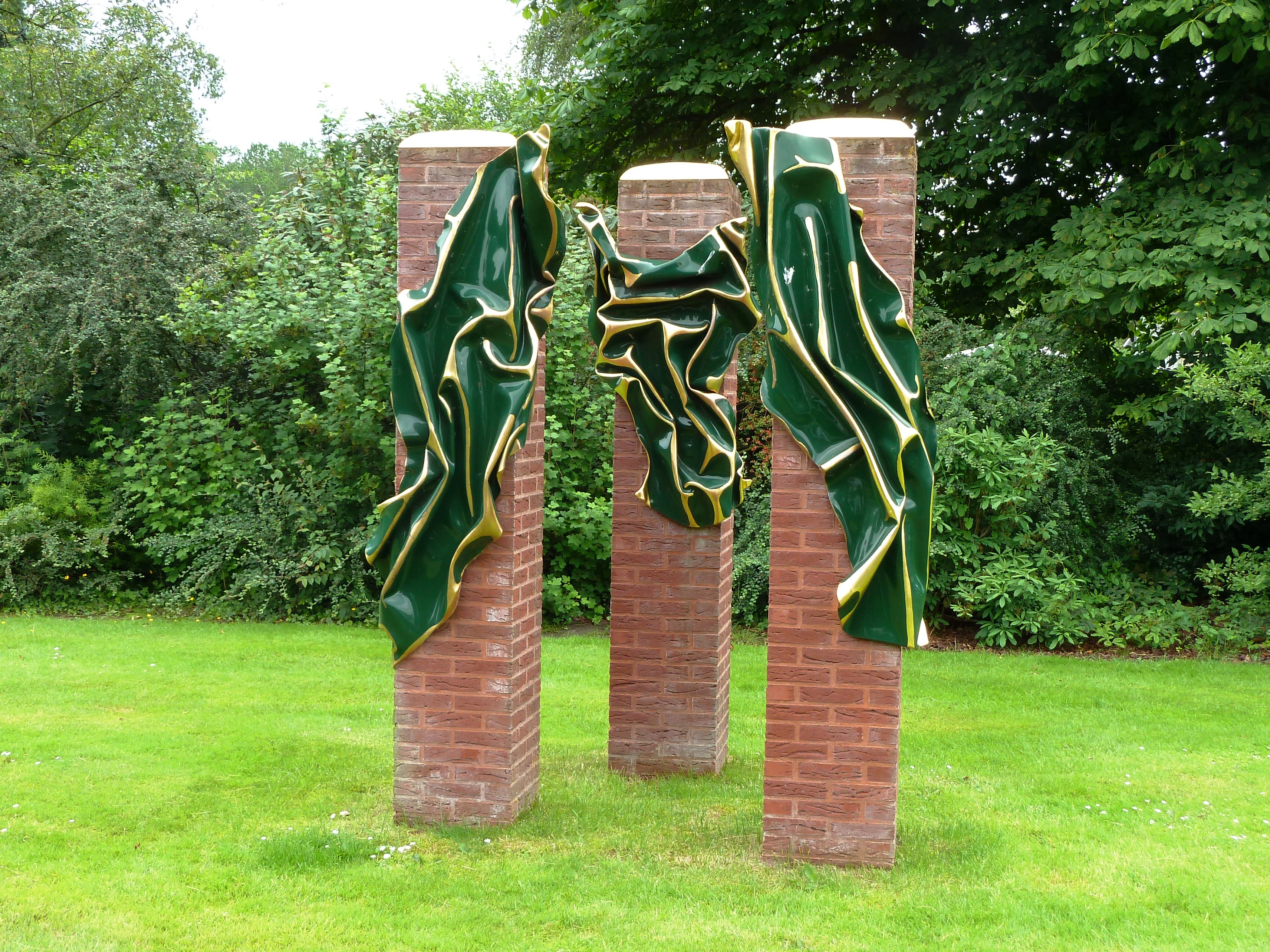
Monument voor Groot Bronswijk van Marte Röling, 2004.

Een belangrijk moment in de geschiedenis van Wagenborgen was in 1873 de stichting van een huis van barmhartigheid van de stichting Tot Christelijke Liefdadigheid (TCL) door Jan, Wolter en Trijntje Brons. De TCL groeide in de decennia erna uit tot een zeer grote instelling voor hulpbehoevenden. Begin 20e eeuw woonden hier meer dan 1100 mensen, meer dan in het dorp zelf. De TCL was een grotendeels zelfvoorzienende instelling gelegen op een terrein van ruim 38 hectare, aangelegd in Engelse landschapsstijl. 
In 1960 werd de TCL onder leiding van een nieuwe directeur dr. A.W. Verhoog omgedoopt tot Groot Bronswijk en werd het meer en meer een psychiatrisch ziekenhuis. Groot Bronswijk bood werkgelegenheid aan honderden mensen uit de wijde omgeving. Het ging uiteindelijk in de jaren negentig op in een samenwerkingsverband met het psychiatrisch ziekenhuis in Zuidlaren, GGZ Groningen en het Academisch Ziekenhuis Groningen. Door voortschrijdend inzicht en medische en maatschappelijke ontwikkelingen werd het niet langer noodzakelijk gevonden patiënten onder te brengen in kolossale gebouwen zoals in Wagenborgen. Vanaf de jaren tachtig werden de patiënten meer en meer elders ondergebracht. Ten slotte werd wat overbleef in 2006 gesloten, vrijwel alle gebouwen (inclusief de watertoren) zijn kort erna gesloopt.
Een traumatisch gebeuren voor de bewoners van Wagenborgen en omgeving vormde een felle brand die op 24 oktober 1970 woongebouw Salem van Groot Bronswijk in de as legde. Hoewel de bedrijfsbrandweer en de brandweerkorpsen van omliggende gemeenten, geholpen door dorpelingen, massaal uitrukten kon men niet voorkomen dat zestien vrouwelijke patiënten om het leven kwamen. Later bleek dat het vuur was aangestoken door een jeugdige patiënte die op vakantie wilde.
In 2008 werd het terrein aangewezen als locatie voor projecthotel Envilla Wagenborgen (Envilla is een acroniem van Energy Villa) voor de huisvesting van 1200 tot 1500 grotendeels buitenlandse arbeiders, die in de Eemshaven werkten aan de bouw van Nuoncentrale Magnum. Een deel van de lokale bevolking was tegen, maar na jaren van procederen werd het projecthotel eind 2010 toch in gebruik genomen, om in 2012 weer te worden afgebroken. De gemeente Delfzijl kocht in 2018 het terrein om er onder andere een kindercentrum te vestigen en er woningen te bouwen. In 2021 werden de eerste kavels voor verkoop uitgegeven.

## Bevolkingsontwikkeling
| Demografische ontwikkeling tussen 1859 en 2018                      |
| ------------------------------------------------------------------- |
|                                                                     |
| ■ Data afkomstig van volkstellingen.nl ■ Data afkomstig van het CBS |

## Bebouwing

### Kerken

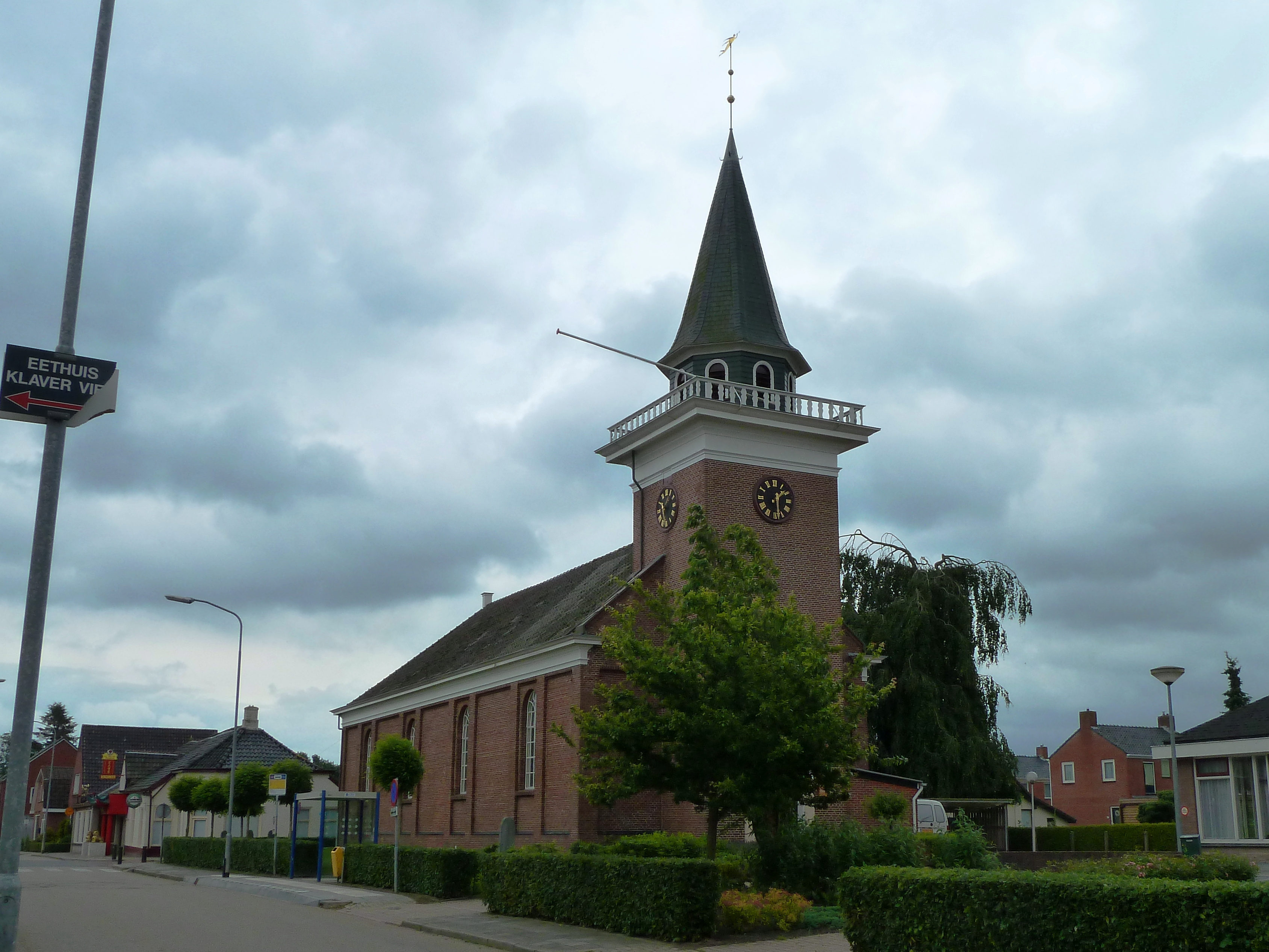
De hervormde kerk uit 1883

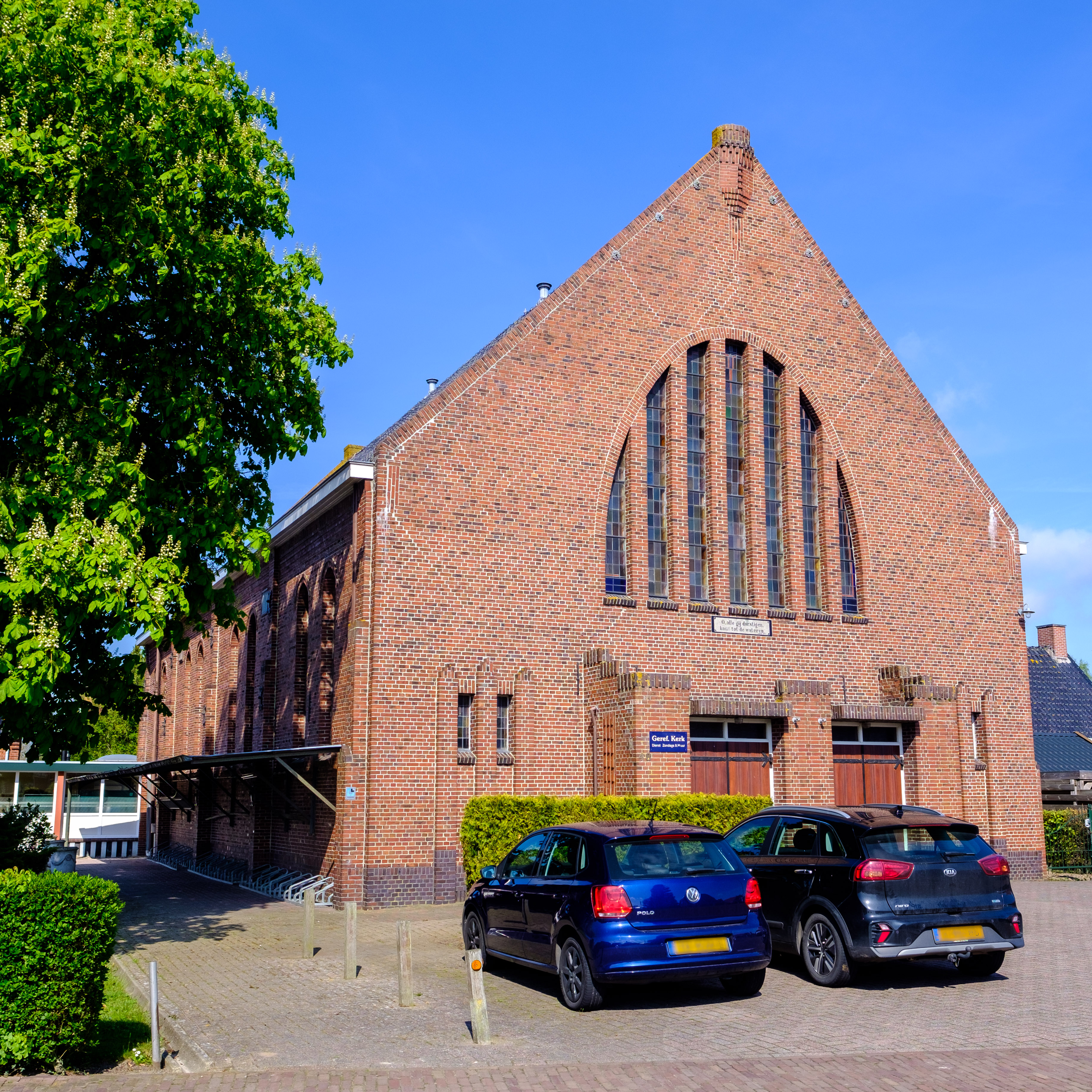
De gereformeerde kerk uit 1928

In Wagenborgen staan twee protestantse kerken; een hervormde kerk aan de Hoofdweg 41 en een gereformeerde aan de Kerkstraat 48.  
Het sociale leven in Wagenborgen werd vroeger sterk bepaald door de verschillende kerken, en het dorp werd daarom in de volksmond ook wel 't Grunneger Noazaret genoemd. Hieraan herinnert ook een van de vroegere scheldnamen voor de inwoners, namelijk witmulen ('witte muilen'. 'bleekgezichten"). De bewoners zouden, zo beweerde men, hun bleke gezichten te danken hebben aan het feit dat ze meer in de kerk zaten dan dat ze buiten kwamen.

#### Petruskerk
De hervormde kerk van Wagenborgen ontstond in de 12e of 13e eeuw. Het was oorspronkelijk een katholieke kerk, gewijd aan de apostel Petrus. Deze naam raakte na de Reformatie echter in onbruik. In 1718 werd de oude kerk afgebroken en verrees een nieuwe hervormde kerk, die in 1828 sterk werd verbouwd en in 1849 voor het laatst werd gerestaureerd. In 1883 verrees het huidige neoclassicistische gebouw met toren met trans, dat werd ontworpen door de toen zeventienjarige Jan Brons. In de kerk staat een preekstoel uit 1661 van de hand van de Groninger schrijnwerker Berent Berents. Deze preekstoel werd vermoedelijk in 1718 overgenomen van de kerk van Noordbroek. De kerkklok werd tijdens de Tweede Wereldoorlog gevorderd en na de oorlog vervangen door een nieuw exemplaar. Het torenuurwerk dateert van 1883. Het orgel werd in 1913 gebouwd door de firma Martinus Vermeulen uit Woerden, ter vervanging van een ouder orgel. In 1930 werd een consistoriekamer gebouwd bij de kerk naar een ontwerp van architect F. van der Laan. In 2007 werd de kerk na een renovatie weer hernoemd tot Petruskerk. 
De hervormde gemeente van Wagenborgen behoorde vanouds tot de behoudende (orthodoxe) richting binnen het gereformeerde protestantisme. Na een periode waarin de gemeente tot de gematigde stroming (midden-orthodoxie) werd gerekend, beriep men in 1981 samen met Siddeburen de conservatieve predikant Gerrit de Fijter, die lid was van de Gereformeerde Bond. Onder diens opvolger Gerrit D. Hof kwam het in 1997 tot een conflict met een kritische ledengroep die wilde vasthouden aan de midden-orthodoxie. Na diens vertrek in 1999 keerde het tij en waren het juist de conservatieve leden die zich onvoldoende in de prediking herkenden. Het Samen op Weg-proces ging aanvankelijk aan Wagenborgen voorbij: de hervormde en gereformeerde gemeente bleven naast elkaar bestaan. In 2017 ging de hervormde gemeente Wagenborgen samen met de Protestantse Gemeente Woldendorp-Termunten-Borgsweer tot de Protestantse Gemeente Eems-Dollard. 

#### Gereformeerde Kerk
De hervormde godsdienstonderwijzer Eliza Frans Malga uit Ermelo preekte sinds 1864 met veel succes in Wagenborgen en vormde hier een 'vrije gemeente', eerst in een herberg, sinds 1869 in een nieuw gebouwd vergaderlokaal. In 1867 werd een christelijke lagere school gesticht. Toen de hervormde gemeente in 1874 een orthodoxe predikant beriep, hield de vrije gemeente op te bestaan. Een deel van Malga's volgeling was dit echter niet genoeg. Zij stichtten in 1881 een Christelijk Gereformeerde Gemeente, die aanvankelijk bijeenkwam in de school. Deze gemeente sloot zich vervolgens aan bij de Doleantie. In 1890 werd een Gereformeerd kerkje gebouwd aan het Zandpad (de huidige Kerkstraat 48) en in 1928 werd dit kerkje vervangen door het huidige Gereformeerde kerkgebouw. Dit betreft een sobere zaalkerk van de hand van architect A. Akkerman. De gereformeerde pastorie staat enkele huizen verder aan de Kerkstraat 40. Dit is de opvolger van een oudere pastorie uit 1892, die 1959 door de familie Schortinghuis werd verbouwd tot horecagelegenheid. De consistorie ('Rehoboth') werd in 1921 gebouwd met gebruikmaking van materialen van de oude christelijke lagere school, die dat jaar een nieuw pand betrok.
Tussen 1952 en 1966 was het huis aan de Hoofdweg 21 in gebruik voor diensten van de Gereformeerde Kerken vrijgemaakt. In Groot Bronswijk bevond zich een oecumenisch centrum waar kerkdiensten werden gehouden.

### Scholen

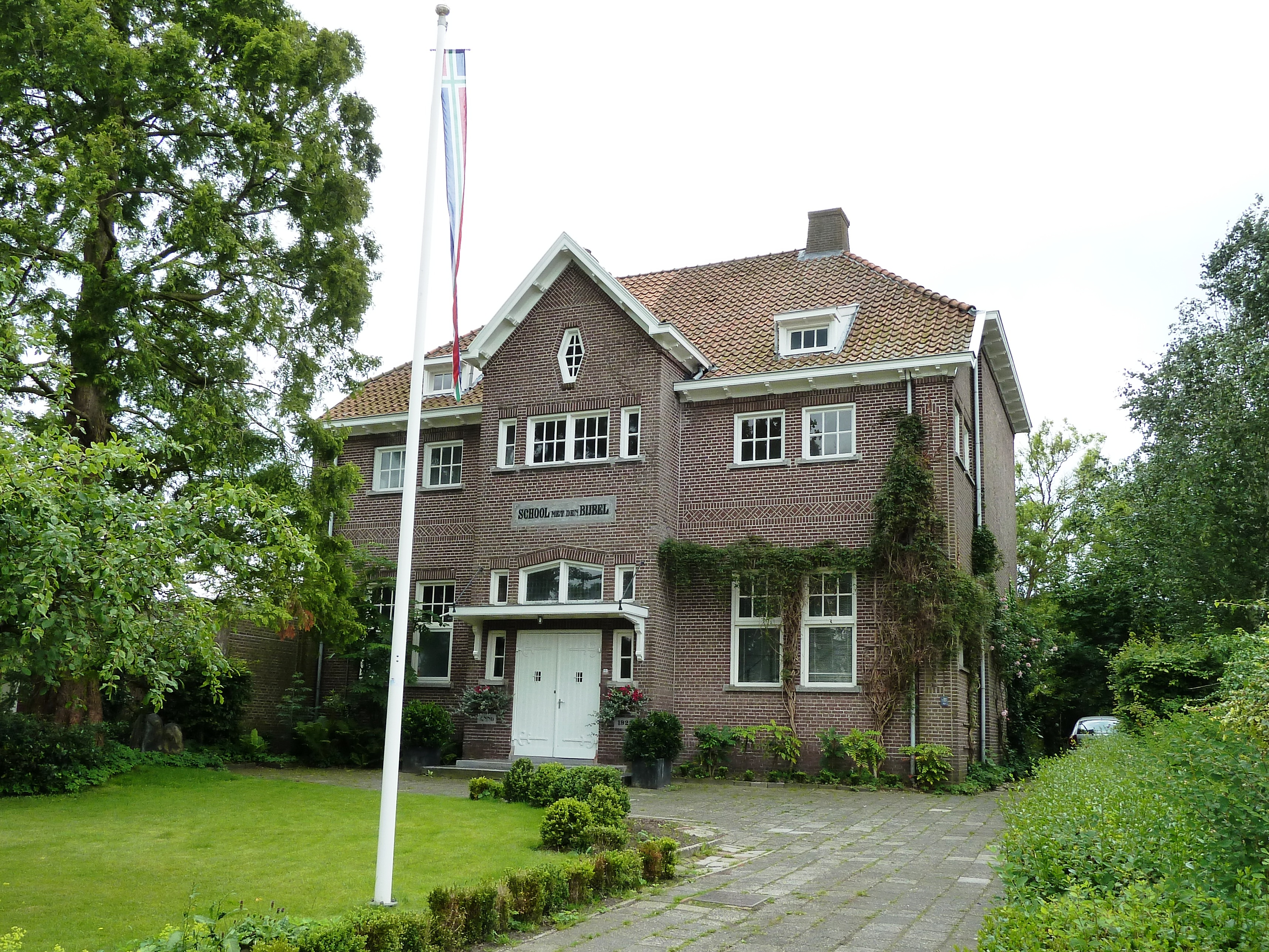
Het gebouw van de vroegere christelijke School met den Bijbel uit 1921

Het dorp heeft lange tijd zowel een openbare als een christelijke basisschool gehad. De openbare school De Waarborg en de christelijke school De Blinke zijn in juli 2015 samengevoegd tot De Kronkelaar. In de 20e eeuw is er ook een tijdlang een christelijke lagere landbouwschool geweest.
De openbare basisschool werd gesticht als kerspelschool in de katholieke tijd voor 1594. De schoolmeester mocht gebruik maken van het hooi van de Kostersweg, acht percelen weiland en een akker op de gast. In 1827 werd een nieuw schoolgebouw neergezeit, dat diverse malen werd verbouwd en dienstdeed tot 1928. In 1883 (hetzelfde jaar dat de nieuwe kerk werd gebouwd) verkocht de kerk de school, meesterswoning en bijbehorende tuin voor 1200 gulden aan de gemeente Termunten. In 1928 werd een nieuwe openbare school op een andere locatie aan de overzijde ongeveer 300 meter verder aan de Hoofdweg gebouwd, Op de plek van de oude school werd later een garage gebouwd en tegenwoordig ligt er een parkeerterrein. Het schoolgebouw dat omstreeks 1928 werd gebouwd, werd op 18 november 1943 verwoest door een uit nood afgeworpen RAF-bom, en na de Tweede Wereldoorlog herbouw (rond 1946-47). Het werd in 1974 gesloten om plaats te maken voor nieuwbouw. Tussen 1974 en 1976 werd er twee jaar tijdelijk lesgegeven in de oude landbouwschool (zie verder), waarna in 1976 het huidige schoolgebouw (in honingraatvorm) werd geopend door Burgemeester R.G. Boekhoven (een van zijn laatste officiële handelingen voor de gemeente Termunten), dat later de naam "De Waarborg" kreeg.
De eerste christelijk-nationale basisschool ontstond in 1867 door toedoen van evangelist Malga. Dat jaar werd een boerderij aangekocht, waarvan de schuur dienstdeed als klaslokaal en het voorhuis als meesterswoning. In 1884 werd een nieuwe school gebouwd, die de naam Rehoboth kreeg. In 1921 betrok de School met den Bijbel weer een nieuw gebouw, voorzien van decoratief metselwerk, dat in gebruik zou blijven tot 1982, toen het huidige schoolgebouw gereedkwam. Bij die gelegenheid werd ook de naam "De Blinke" (= "vluchtplaats"; bedoeld als herinnering aan de vele overstromingen van de Dollard) aan de school gegeven. Het oude schoolgebouw uit 1921 werd verkocht aan een kunstenaarspaar. De christelijke basisschool werd tot de jaren zestig voornamelijk bezocht door kinderen van gereformeerden; hun aandeel lag over de jaren stabiel op ongeveer 80% van de leerlingen. De resterende 20% bestond voornamelijk uit kinderen van orthodox-hervormden. Ook begin jaren negentig was nog de helft van de kinderen van gereformeerde huize. Sinds 1935 was er ook een kleuterschool ("Fröbelschool") aan verbonden, die in 1939 een eigen gebouw kreeg. In 1960 kreeg de kleuterschool een eigen gebouw ("de Kleuterhof"), maar het kleuteronderwijs werd in 1982 weer ondergebracht in de christelijke lagere school, vanwege de vereisten in de nieuwe Wet op het Basisonderwijs.
Tussen ongeveer 1951 en 1971 heeft Wagenborgen ook een christelijke lagere landbouwschool gehad (van de Groninger Christelijke Boeren en Tuindersbond) aan het einde van de H.L. Emmensweg bij de Troostlaan. Toen het aantal werkenden in de landbouw afnam en het aantal leerlingen te klein werd, werd deze school, samen met die van Stadskanaal, Slochteren en Vlagtwedde, gesloten.

### Molens
In het dorp Wagenborgen heeft eeuwenlang een korenmolen gestaan. Bij de invoering van de maalbelasting in 1628 moesten veel molens verdwijnen, maar deze mocht blijven staan. Deze molen of een opvolger brandde in 1824 af en werd hetzelfde jaar herbouwd als beltmolen 'Windlust'. Deze beltmolen (koren- en pelmolen) werd in 1866 verbouwd tot stellingmolen, die 'De Zon' werd genoemd. In 1929 werd de molen onttakeld en voorzien van een elektromotor. In 1969 werd de molen afgebroken.
Rondom Wagenborgen hebben diverse poldermolens gestaan, zoals die van de polder Tonnistil (bij Kopaf), die werd gebouwd in 1792. De molen verbrandde in 1867 en werd toen herbouwd, hij kreeg in 1927 een hulpmotor, maar werd in 1955 overbodig en gesloopt in 1960. Of de molen van de Wagenborgerpolder aan de weg naar Overtocht, die reeds voor 1934 verdween, waarna er nog een tijd een windmotor gestaan heeft, die sindsdien eveneens verdwenen is. Een derde watermolen stond vanaf 1794 aan de Stinkvaart ten noorden van Wagenborgen. Deze molen brandde in 1882 af na een blikseminslag en werd hetzelfde jaar herbouwd. In 1935 is ook deze molen afgebroken. De poldermolens werden later vervangen door de nieuwe gemalen zoals het elektrisch gemaal Zuidbulten.

### Overige gebouwen en voorzieningen
Sinds het verdwijnen van Groot Bronswijk is er sprake van een teruglopend winkelbestand. De supermarkt sloot in 2024. Er is wat horeca en er zijn voorzieningen zoals een huisartsenpost en een brandweerkazerne. Verder zijn er de nodige sportvoorzieningen en een sportschool. Het verzorgingstehuis Menterne sloot in 2016 en wordt sindsdien bewoond in het kader van leegstandsbeheer en gebruikt voor de opvang van vluchtelingen uit Oekraïne.
Een bekende uitspanning in het dorp was café Hidding, dat begin 20e eeuw een doorrit had. Het bestond reeds voor 1800 en organiseerde in de 19e eeuw tweemaal per jaar een veemarkt: op de tweede dinsdag van mei en op de derde dinsdag van september. Het café brandde in april 1945 af door oorlogshandelingen rond de bevrijding.
Wagenborgen heeft ook enkele 'armenhuizen' (diaconiewoningen) gekend, die in de volksmond als 'Kroate' (van het Latijnse 'curata'; "verzorging") werden aangeduid. In 1808 woonden er volgens de hervormde kerk acht à negen 'bedeelden'. In 1878 werden vijf nieuwe aaneengesloten woningen gebouwd, die in 1960 plaats moesten maken voor de uitbreiding van Groot Bronswijk.

## Geboren
- Jan Brons (1865-1954), ondernemer, ingenieur en oprichter Appingedammer Bronsmotorenfabriek
- Berend Jansema (1943-2021), burgemeester

## Trivia
- Wagenborgen ligt aan de internationale Dollardroute voor fietsers.
- De volkskundige en Neerlandicus Tjaard W.R. de Haan (1919-1983) bracht het laatste jaar van de Tweede Wereldoorlog in Wagenborgen door. Hij deed hier veel interviews en verzamelde het nodige materiaal dat hij later in tientallen publicaties verwerkte. Een van zijn belangrijkste zegslieden was de landarbeider Geert Niewold (1889-1973), die omstreeks 1910 in Duitsland had gewerkt.[21] Niewold leerde hem de tekst van het 19e-eeuwse arbeiderslied "Wilmshoaven aan Noordzee".[22][23][24]